# Ensayo presiométrico
El ensayo presiométrico es uno de los ensayos "in situ" llevados a cabo para realizar un reconocimiento geotécnico.
Consiste en la aplicación a las paredes de un sondeo, de una presión radial creciente, llegando o no hasta la condición límite de rotura del terreno. Para ello se introduce en el sondeo, previamente perforado, el elemento de ensayo. Éste consiste en una célula cilíndrica, de pared lateral flexible, a cuyo interior, una vez colocada a la profundidad deseada, se aplica una presión mediante inyección de un fluido, midiéndose la expansión radial de la pared en función de la presión aplicada.
El primer aparato de este tipo fue patentado por Louis Gabriel Ménard en los años 50, y sigue utilizándose actualmente con algunas variantes. En sus versiones más sencillas, la presión se aplica mediante la inyección de un líquido, y la deformación radial de la pared se mide indirectamente por el volumen de líquido inyectado, supuesto incompresible.
En algunos aparatos, pensados para el ensayo de rocas o suelos duros, la célula presiométrica lleva incorporados unos sensores palpadores para medir directamente las deformaciones, que son pequeñas. En este caso, el fluido inyectado para medir la presión puede ser un gas. A los presiómetros para rocas se les suele llamar "dilatómetros", si bien existe una cierta confusión respecto al empleo de ambos vocablos, que en lo demás son equivalentes.
La utilidad de este ensayo radica en gran parte en el hecho de que existen soluciones analíticas sencillas, tanto en rango elástico como en rotura, que permiten interpretar adecuadamente el ensayo, sobre todo en suelos arcillosos (carga sin drenaje).
- Datos: Q5834085